# 존 토샥
존 토샥(영어: John Toshack, MBE, 1949년 3월 22일 ~ )은 웨일스의 전 축구 선수이자 현 축구 감독이다.

## 수상

### 선수
카디프 시티
- 웨일스 컵 (3): 1966–67, 1967–68, 1968–69

리버풀
- 풋볼 리그 1부 (3): 1972–73, 1975–76, 1976–77
- FA컵 (1): 1973–74
- FA 커뮤니티 실드 (1): 1976
- 유러피언 컵 (1): 1976-77
- UEFA 유로파리그 (2): 1972–73, 1975–76
- UEFA 슈퍼컵 (1): 1977

### 선수 겸 감독
스완지 시티
- 웨일스 컵 (3): 1980–81, 1981–82, 1982–83

### 감독
레알 소시에다드
- 코파 델 레이 (1): 1986–87

레알 마드리드
- 프리메라리가 (1): 1989–90

데포르티보
- 수페르코파 데 에스파냐 (1): 1995

베식타시
- 튀르키예 쿠파스 (1): 1997–98

하자르 렌케란
- 아제르바이잔 슈퍼컵 (1): 2013

위다드 카사블랑카
- 보톨라 (1): 2014-15

### 개인
- 대영 제국 훈장 5등급(MBE) 수훈: 1982[1]
- 라리가 올해의 감독 (2): 1989, 1990